# Jasmine Tosky
Jasmine Tosky (ur. 8 marca 1994) – amerykańska pływaczka, specjalizująca się w stylu motylkowym, zmiennym i dowolnym.
Mistrzyni świata z Szanghaju (2011) w sztafecie 4 x 200 m stylem dowolnym. Mistrzyni świata na krótkim basenie ze Stambułu (2012) w tej samej sztafecie.